# Zamach na redakcję Charlie Hebdo
Zamach w siedzibie tygodnika „Charlie Hebdo” w Paryżu – atak terrorystyczny, który miał miejsce 7 stycznia 2015 roku w siedzibie magazynu satyrycznego „Charlie Hebdo”. W zamachu zginęło 12 osób. Rozpoczął on serię kilku ataków terrorystycznych, które miały miejsce do 9 stycznia.

## Tło
Tygodnik satyryczny Charlie Hebdo założono w Paryżu w 1970 roku i ukazuje się co środę. Jest on bogato ilustrowany, składa się z licznych felietonów, zamieszcza również reportaże na temat sekt, skrajnej prawicy, katolicyzmu, islamizmu, judaizmu, polityki, kultury, etc. Cytując Charba, dyrektora wydawnictwa, redakcja gazety reprezentuje „wszelkie odłamy szeroko rozumianej lewicy, a nawet absenteistów. Tytuł znany jest z ciągłego publikowania zjadliwych karykatur, nieoszczędzających żadnego wyznania religijnego, kpiących z religijnych i politycznych ekstremizmów, pomimo licznych pogróżek ze strony religijnych ekstremistów (zarówno chrześcijańskich, jak i islamskich oraz judaistycznych) czy też skrajnej prawicy. To na łamach tego tygodnika ironista Philippe Val po raz pierwszy użył ośmieszającego stereotyp określenia „polski hydraulik”, prowokując liczne dyskusje, czym przyczynił się do jego przezwyciężenia.  
Tygodnik znajdował się na celowniku islamskich ekstremistów od lutego 2006 roku, kiedy to przedrukował karykatury Mahometa duńskiego dziennika „Jyllands-Posten” w akompaniamencie swoich własnych, nowych karykatur. Mimo iż w 2011 roku siedziba doszczętnie spłonęła, a dyrektor wydawnictwa Charb wielokrotnie otrzymywał pogróżki i musiał korzystać z policyjnej ochrony, tygodnik nie rezygnował z kontrowersyjnych publikacji.

## Okoliczności serii ataków terrorystycznych
7 stycznia 2015 roku około godziny 11:30 CET dwóch uzbrojonych napastników wykrzykując „Allahu Akbar” otworzyło ogień w paryskiej redakcji magazynu „Charlie Hebdo” zabijając 12 osób, w tym dwóch policjantów i raniąc 11, w tym cztery osoby ciężko.
Napastnicy według policji byli dobrze wyposażeni (m.in. w broń automatyczną) i przygotowani, działali spokojnie i metodycznie. W porzuconym przez zamachowców samochodzie marki Citroën C3 znaleziono dowód osobisty jednego z nich, Saïda Kouachiego.
Po zamachu we Francji został ogłoszony przez prezydenta François Hollande’a czwartek 8 stycznia dniem żałoby narodowej.
Od dnia zamachu były prowadzone poszukiwania domniemanych sprawców zamachu – obywateli francuskich algierskiego pochodzenia – braci Saïda i Chérifa Kouachich. Starszy z braci, Saïd Kouachi był szkolony przez Al-Ka’idę w Jemenie. 
8 stycznia rano nieznany sprawca zabił strzałem w plecy dwudziestosześcioletnią policjantkę w Montrouge i zranił kolejnego policjanta. 9 stycznia zabarykadował się w koszernym supermarkecie „Hyper Cacher” przy Porte de Vincennes z co najmniej pięcioma zakładnikami. Okazało się, że jest to Amedy Coulibaly, twierdzący, że działa w imieniu Państwa Islamskiego, i domagający się uwolnienia braci Kouachich. Żądania te nie zostały podane do wiadomości publicznej do końca akcji policyjnych.
Podczas szturmów służb policyjnych 9 stycznia 2015 wszyscy trzej napastnicy zostali zabici. Kolejnym poszukiwanym w związku z zamachem był 18-letni Hamyd Mourad, który dobrowolnie oddał się w ręce policji, by oczyścić się z podejrzeń. Poszukiwana jest żona Coulibaly'ego, Hayat Boumeddiene.

## Ofiary
Wśród zabitych znalazło się ośmiu członków redakcji: rysownicy Stephane Charbonnier (Charb), Jean Cabut (Cabu), Georges Wolinski, Bernard Verlhac (Tignous), Philippe Honoré, felietoniści Elsa Cayat i Bernard Maris (Oncle Bernard), korektor Mustapha Ourad, a także zaproszony do redakcji Michel Renaud,  kierownik obsługi technicznej budynku (pracownik Sodexo France) Frédéric Boisseau i dwóch policjantów Franck Brinsolaro i Ahmed Merabet.
Kolejnymi ofiarami wydarzeń związanych z atakiem na redakcję Charlie Hebdo byli Clarissa Jean-Philippe, policjantka w Montrouge i czworo zakładników z Hyper Cacher: Yoav Hattab, Philippe Braham, Yohan Cohen i François-Michel Saada. Fabrice Nicolino, Riss, Philippe Lançon i Simon Fieschi, ciężko ranni w wyniku strzelaniny 7 stycznia, znajdowali się początkowo w stanie krytycznym. 9 stycznia ogłoszono jednak, że ich życiu nie zagraża niebezpieczeństwo.

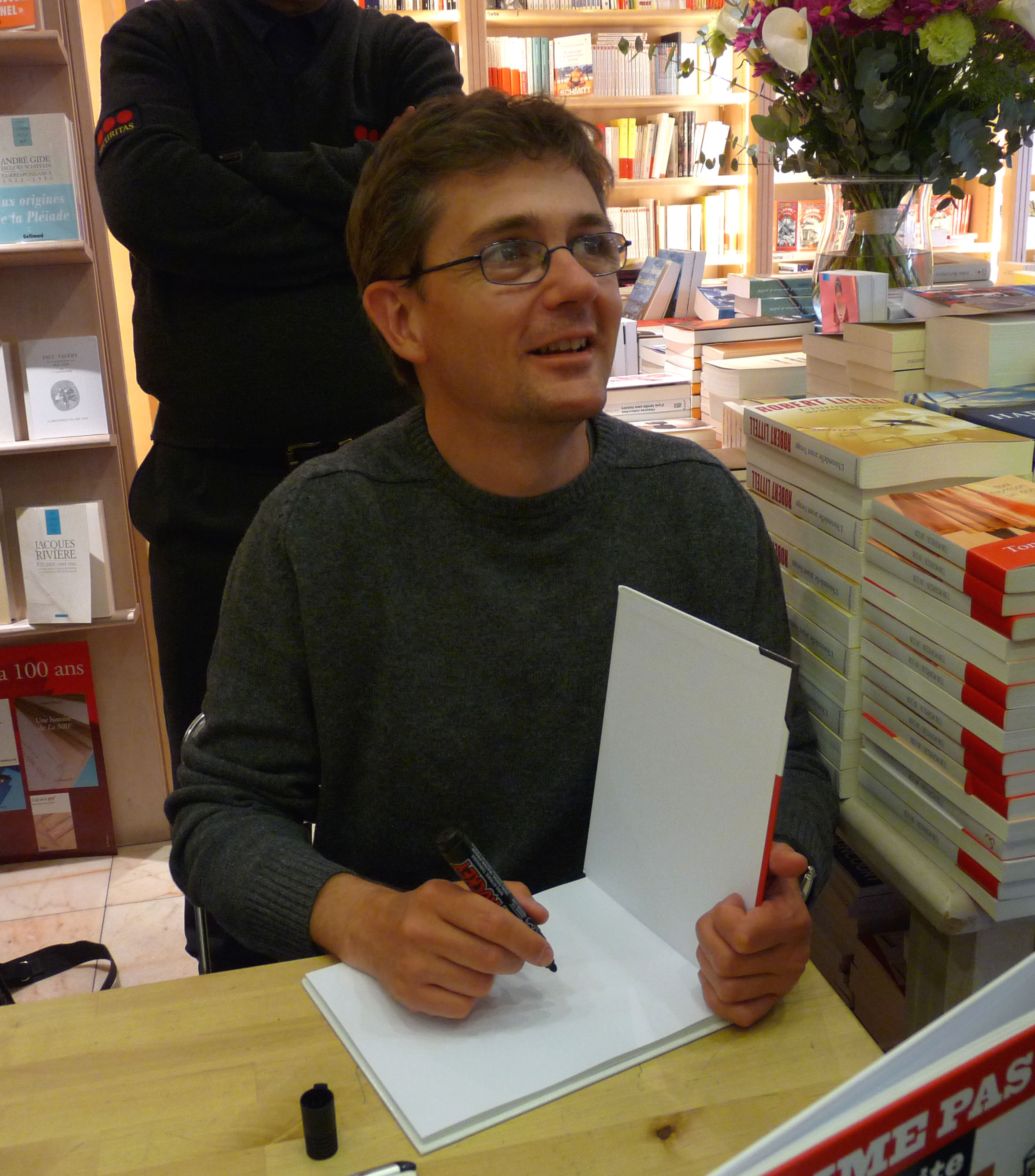
Charb w 2009
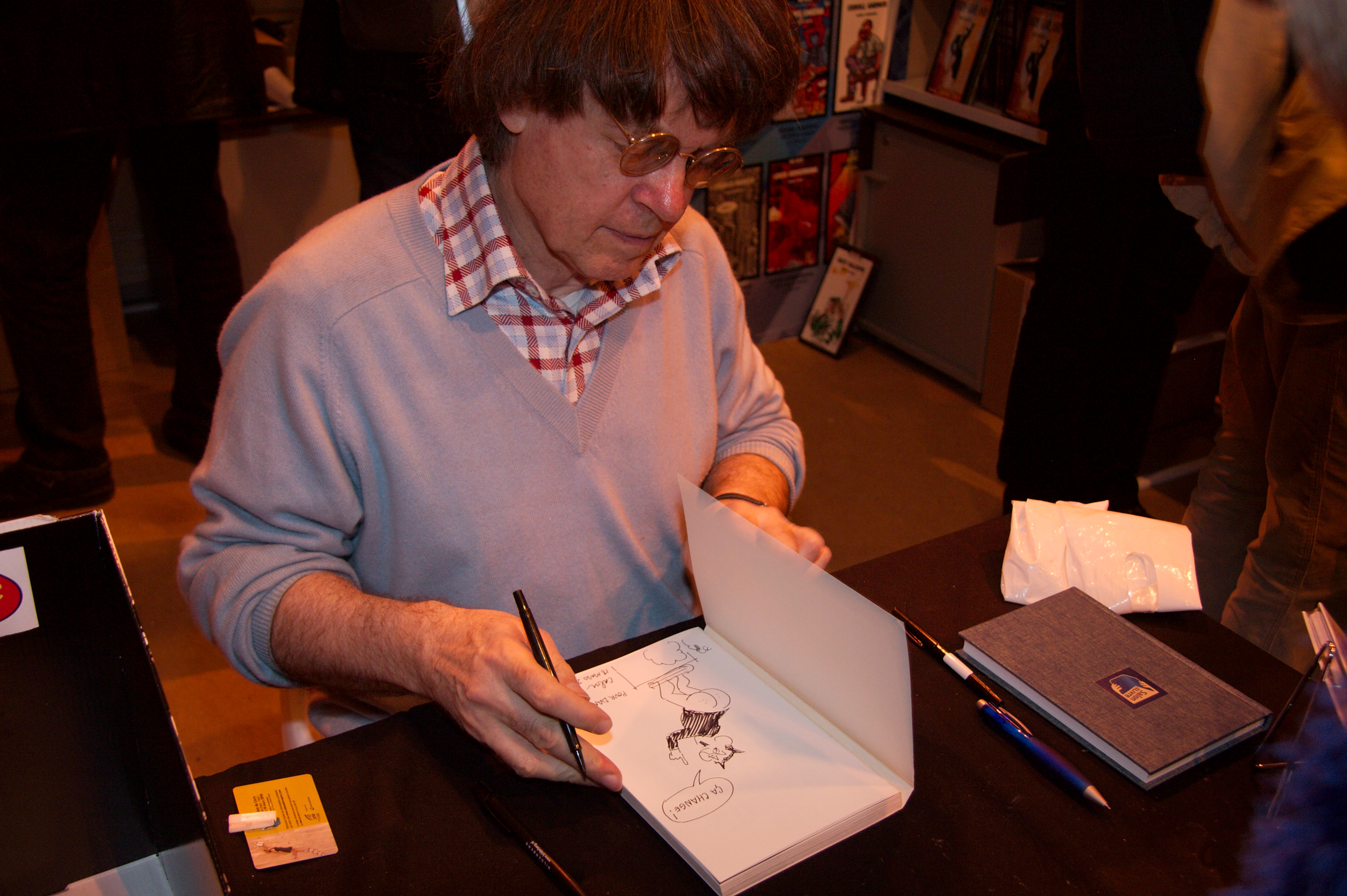
Cabu w 2008
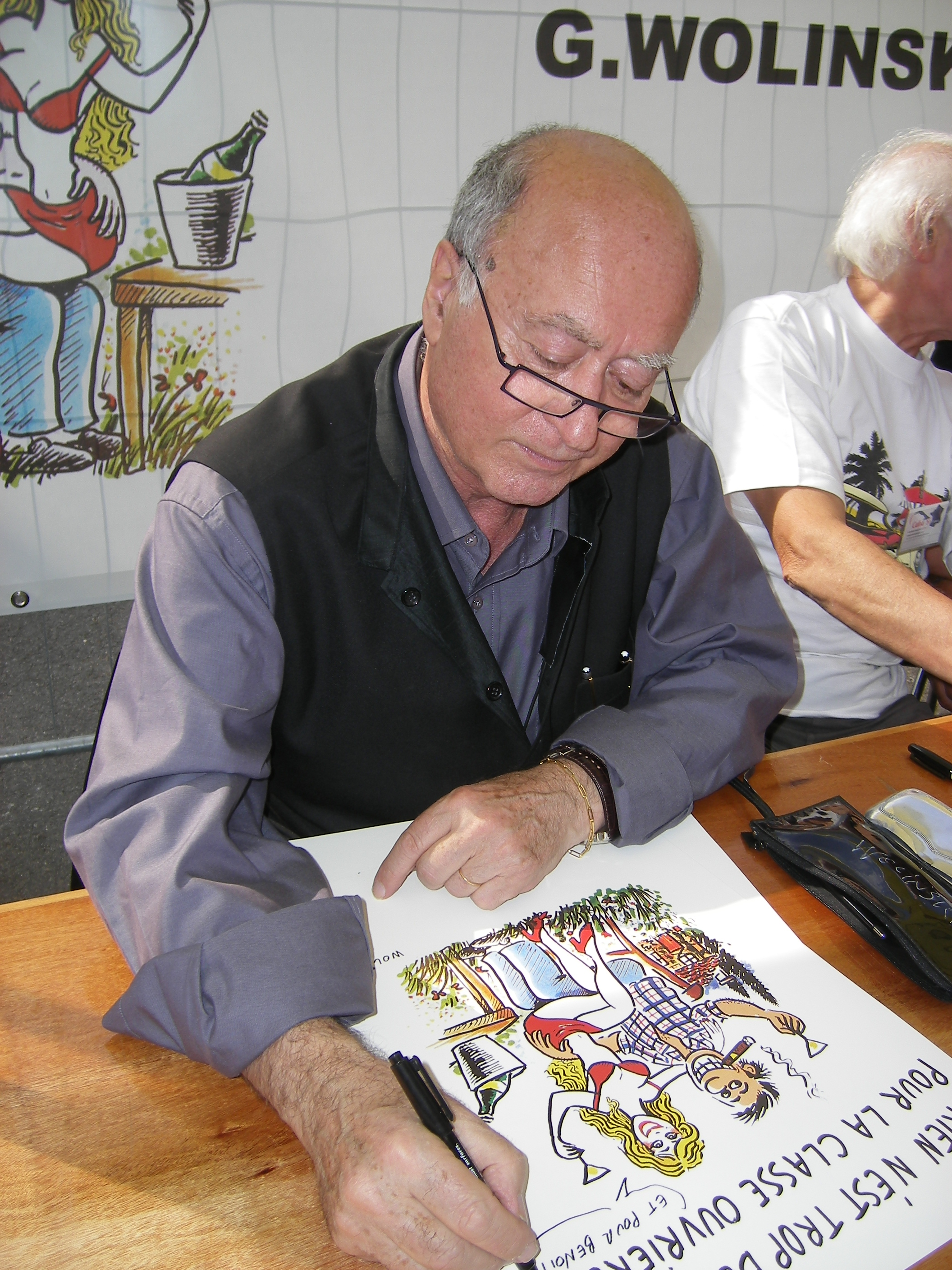
Wolinski w 2007
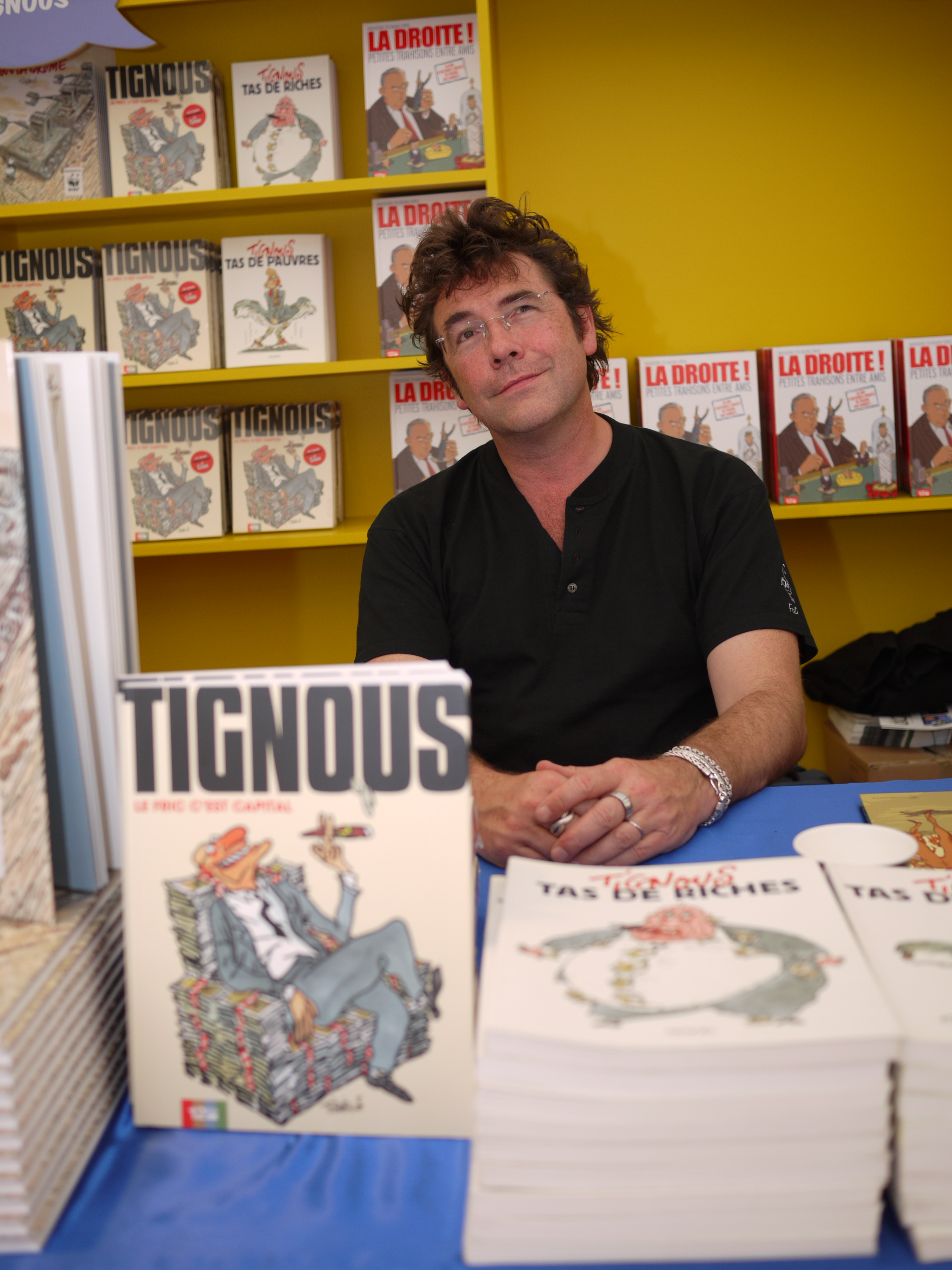
Tignous w 2010
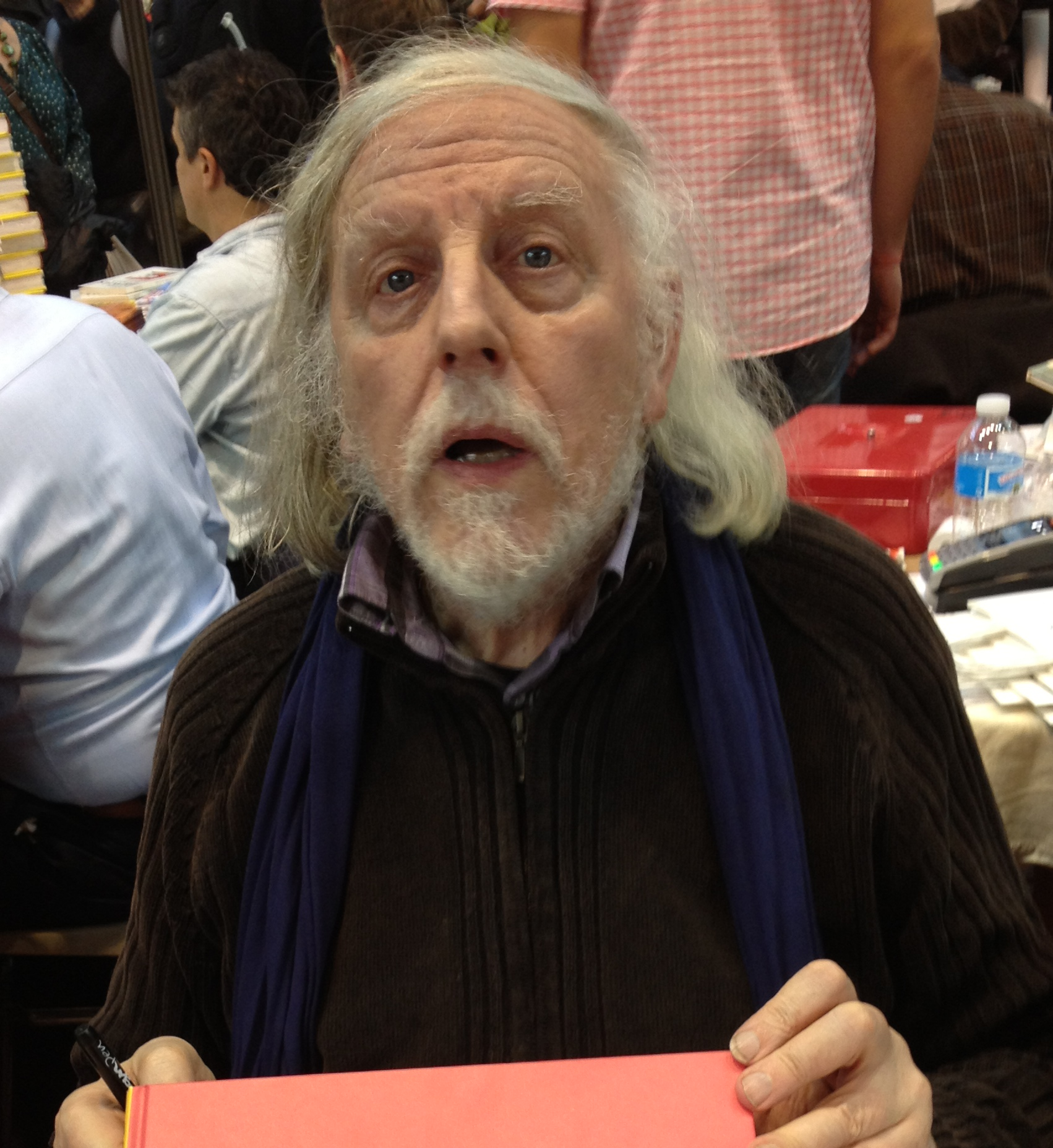
Honoré w 2007

## Manifestacje 10 i 11 stycznia
11 stycznia w Paryżu  odbyła się wielka manifestacja, podczas której w hołdzie ofiarom ataku na „Charlie Hebdo” i strzelaniny przy Porte de Vincennes ponad milion osób przeszło z Placu Republiki do Placu Nation. W manifestacji brał udział przewodniczący Rady Europejskiej Donald Tusk, a także wiele głów państw i szefów rządów, m.in. Ewa Kopacz, Angela Merkel, David Cameron, król Jordanii Abd Allah II. Pomimo konfliktu izraelsko-palestyńskiego w manifestacji wspólnie brali udział prezydent Autonomii Palestyńskiej Mahmud Abbas i premier Izraela Binjamin Netanjahu.
Łączną liczbę demonstrantów w całej Francji szacuje się na ponad 4 miliony w ciągu dwóch dni, z czego ponad 1,5 mln w niedzielę 11 stycznia w Paryżu. Demonstracje i wiece solidarności odbywały się również w innych państwach.